# Ustyluh
Ustyluh (in ucraino Устилуг?, in russo Устилуг?, Ustilug, in polacco Uściług)è una città ucraina (2 060 abitanti), nel distretto di Volodymyr nell'oblast' di Volinia. Ospita l'amministrazione della comunità territoriale di Ustyluh, una delle comunità territoriali dell'Ucraina.
Fondata nel 1150, fino al 1524 si chiamò Ustilogov in russo Устилогов?, fino al 1576 Usčilug in russo Усчилуг? e Ružijampol' in russo Ружиямполь? fino al 1765, nel 2011 aveva circa 2.200 abitanti. Qui si trovava la tenuta della famiglia di Igor' Fëdorovič Stravinskij ed è qui che il musicista compose parte de La sagra della primavera.